# أغنية الجنوب (فلم)
أغنية الجنوب (بالإنجليزية: Song of the south) هو فيلم حركة تم إنتاجه في الولايات المتحدة وصدر في سنة 1946.

## طاقم التمثيل
- هاتي ماكدانيال

### ترشيحات وجوائز
| السنة | الحدث  | الفئة      | النتيجة |
| ----- | ------ | ---------- | ------- |
|       | أوسكار | أفضل أغنية | فوز     |

## الميزانية والإيرادات
بلغت تكلفة إنتاج الفيلم حوالي 2.125 مليون دولار بينما حقق أرباحا تقدر بـ 65,000,000 دولار.

## وصلات خارجية
- أغنية الجنوب على موقع IMDb (الإنجليزية)
- أغنية الجنوب على موقع ميتاكريتيك (الإنجليزية)
- أغنية الجنوب على موقع الموسوعة البريطانية (الإنجليزية)
- أغنية الجنوب على موقع روتن توميتوز (الإنجليزية)
- أغنية الجنوب على موقع نتفليكس (الإنجليزية)
- أغنية الجنوب على موقع ألو سيني (الفرنسية)
- أغنية الجنوب على موقع Turner Classic Movies (الإنجليزية)
- أغنية الجنوب على موقع أول موفي (الإنجليزية)
- أغنية الجنوب على موقع بوكس أوفيس موجو (الإنجليزية)
- أغنية الجنوب على موقع فيلمافينيتي (الإسبانية)

1. 1 2  وصلة مرجع: http://www.imdb.com/title/tt0038969/. الوصول: 9 أبريل 2016.
2. 1 2  وصلة مرجع: http://movieweb.com/movie/song-of-the-south/. الوصول: 9 أبريل 2016.
3. 1 2  وصلة مرجع: http://www.allocine.fr/film/fichefilm_gen_cfilm=148125.html. الوصول: 9 أبريل 2016.
4. 1 2 3 4 5 6 7 8 9 10 11 12 13 14 15 16 17 18 19 20 21 22 23 24 25 26 27 28 29 30 31 32 33  مذكور في: The Disney Films. الصفحة: 73. الناشر: مجموعة كراون للنشر. لغة العمل أو لغة الاسم: الإنجليزية. تاريخ النشر: 1984. المُؤَلِّف: ليونارد مالتين (ناقد).
5. 1 2  وصلة مرجع: http://www.bcdb.com/bcdb/cartoon.cgi?film=23. الوصول: 9 أبريل 2016.
6. ↑  مذكور في: The Archive Series: Story (2008 Disney Editions ed.). الصفحة: 152-153. الناشر: Disney Publishing Worldwide. لغة العمل أو لغة الاسم: الإنجليزية. تاريخ النشر: 2008.
7. ↑  وصلة مرجع: https://50mostinfluentialdisneyanimators.wordpress.com/2011/07/22/an-extra-post-inspirations-and-influences-from-other-part-of-production-at-the-studio/. الوصول: 30 مارس 2017.